# Galaktické sny
Galaktické sny (anglicky Galactic Dreams) je sbírka dvanácti vědeckofantastických povídek a novelet z let 1958–1994 amerického spisovatele Harryho Harrisona vydaná nakladatelstvím Tor Books v roce 1994.

Česky knihu vydalo brněnské nakladatelství Návrat v roce 1997 v překladu Pavla Doležela (ISBN 80-7174-387-9).

V povídkách se lze setkat s některými známými postavami z autorovy bohaté tvorby, např. v povídce Bill (aneb šťastná dovolená galaktického hrdiny) s galaktickým hrdinou Billem ze stejnojmenné série.

## Obsah
- Život spisovatele (anglicky A Writer's Life) – úvodní esej.
- Vždycky poslouchám svého méďu (anglicky I Always Do What Teddy Says, 1965) – povídka vyšla česky i pod názvem Vždycky udělám, co mi Méďa řekne.
- Vesmírné krysy z VVV (anglicky Space Rats of the CCC, 1974)
- Sestup na Zemi (anglicky Down to Earth, 1963) – česky vyšla i pod názvem Zpátky na Zemi.
- Zločin (anglicky A Criminal Act, 1966)
- Slavná první slova (anglicky Famous First Words, 1965).
- Letiště (příběh z popopozítřka) (anglicky The Pad-A Story of the Day After the Day, 1970).
- Když... (anglicky If..., 1969) – česky vyšla i pod názvem Jestliže.
- Milton oněmělý (anglicky Mute Milton, 1966).
- Trenažér (anglicky Simulated Trainer, 1958) – česky vyšla i pod názvem Simulovaný trénink ve sbírce Válka s roboty.
- Nejnovější (pravdivý příběh o Frankensteinovi) (anglicky At Last, the True Story of Frankenstein, 1965) – česky vyšla i pod názvem Konečně pravdivý příběh Frankensteina.
- Robot, který chtěl vědět (anglicky The Robot Who Wanted to Know, 1958) – česky vyšla i pod názvem Robot, který chtěl znát všechno ve sbírce Válka s roboty.
- Bill (aneb šťastná dovolená galaktického hrdiny) (anglicky Bill, the Galactic Hero's Happy Holiday, 1994).

## Děj
Trenažér
Pod velením plukovníka Steghama probíhají přípravy na expedici na Mars. Raketa má být v dohledné době hotova, ale problémy jsou s výcvikem posádek. V trenažéru selhává jedna po druhé. Psychologové mají vysvětlení: je to způsobeno tím, že astronauté vědí, že se jedná pouze o trénink a nikoli skutečnou misi a tak se nemusejí tolik obávat o své bezpečí. 

Stegham sestaví dvojici nejúspěšnějších – Tonyho Bannermana a Hala Mendozu. Po 18 dnech práce v tvrdých podmínkách začne mít Hal, trpící nespavostí, psychické potíže. Ty se ještě zhorší po nečekaném zjištění, že se již nenacházejí v trenažéru, ale byli tajně vysláni na planetu Mars. Tony je nucen jej zpacifikovat a sebe uvést do stavu hibernace pro návrat na Zemi. Mise skončila úspěchem, další expedice již budou vzlétat s psychickou vzpruhou, že i takový náročný úkol lze zrealizovat.
Robot, který chtěl vědět
Filer 13B-445-K je mimořádně inteligentní robot vybavený abstraktním myšlením. Série Filer byla vyvinuta pro katalogizaci informací v největších světových knihovnách. Filer 13B-445-K je fascinován láskou a vztahy se ženami. Má nastudovány všechny milostné romány historie. V přestrojení za člověka se vydá na maškarní ples a vyzná se z lásky mladé dámě. Ta po zjištění, že je pouhý robot, jej s urážkami odmítne. To u Filera vyvolá vnitřní reakci, celý zmatený odchází. Jeho centrální mazací pumpa praskne a robot je mrtev. Mechanici ohledávající jeho tělo žertují, že mu prasklo srdce.